# Pseudonortonia bisuturalis
Pseudonortonia bisuturalis är en stekelart som först beskrevs av Henri Saussure 1852.  Pseudonortonia bisuturalis ingår i släktet Pseudonortonia och familjen Eumenidae. Inga underarter finns listade i Catalogue of Life.